# 古王国記
『古王国記』（こおうこくき、The Old Kingdom series または The Abhorsen Trilogy）は、ガース・ニクス著のダークファンタジー小説シリーズ。

## 概要
舞台は、魔術が栄え、冥界の扉が開かれている古王国。「アブホーセン」と呼ばれる魔術師と古王国の敵との戦いを描く物語。
当初は『サブリエル 冥界の扉』に始まり、『ライラエル 氷の迷宮』そして『アブホーセン 聖賢の絆』の三部作であったが、さらに前日譚である『Clariel: The Lost Abhorsen』、後日譚である『Goldenhand』がくわえられた。のちに、外伝『Nicholas Sayre and the Creature in the Case』も刊行されている。この外伝は、短編集『Across the Wall: A Tale of the Abhorsen and Other Stories』にもいくつかの作品と共に収録されている。

## 作品リスト

### 本編
- 第1巻『サブリエル 冥界の扉』 (Sabriel)

単行本: ISBN 978-4072331125
文庫本（上巻）: ISBN 978-4072529027
文庫本（下巻）: ISBN 978-4072529195
- 第2巻『ライラエル 氷の迷宮』 (Lirael)

単行本: ISBN 978-4072336106
文庫本（上巻）: ISBN 978-4072529256
文庫本（下巻）: ISBN 978-4072529317
- 第3巻『アブホーセン 聖賢の絆』 (Abhorsen)

単行本: ISBN 978-4072386415
文庫本（上巻）: ISBN 978-4072529485
文庫本（下巻）: ISBN 978-4072529546
- 前日譚『Clariel: The Lost Abhorsen』(2014年、日本語訳未刊)
- 後日譚『Goldenhand』(2016年、日本語訳未刊)

### 関連作品
- 外伝中編『Nicholas Sayre and the Creature in the Case』(日本語訳未刊)

中短編集『Across the Wall: A Tale of the Abhorsen and Other Stories』に収録
- 『To Hold the Bridge』(日本語訳未刊)

短編集『To Hold the Bridge』に収録
- 外伝短編『An Extract of the Journal of Idrach the Lesser Necromancer』(日本語訳未刊)

Old Kingdom websiteで公開
- 外伝短編『Doctor Crake Crosses the Wall』(日本語訳未刊)

Old Kingdom websiteで公開